# 淮东道宣慰司
淮东道宣慰司，元朝的宣慰司。
至元二十一年（1284年）改江淮等处行中书省置，治所在扬州路（今江苏扬州市）。辖境相当今江苏省北部（邳州、徐州、宿迁等市除外），安徽省泗县、五河、明光、天长、滁州、全椒、来安等市县。二十三年复改江淮等处行中书省。二十八年又改淮东道宣慰司。元末废，并入江南等处行中书省。 